# Elvetismo

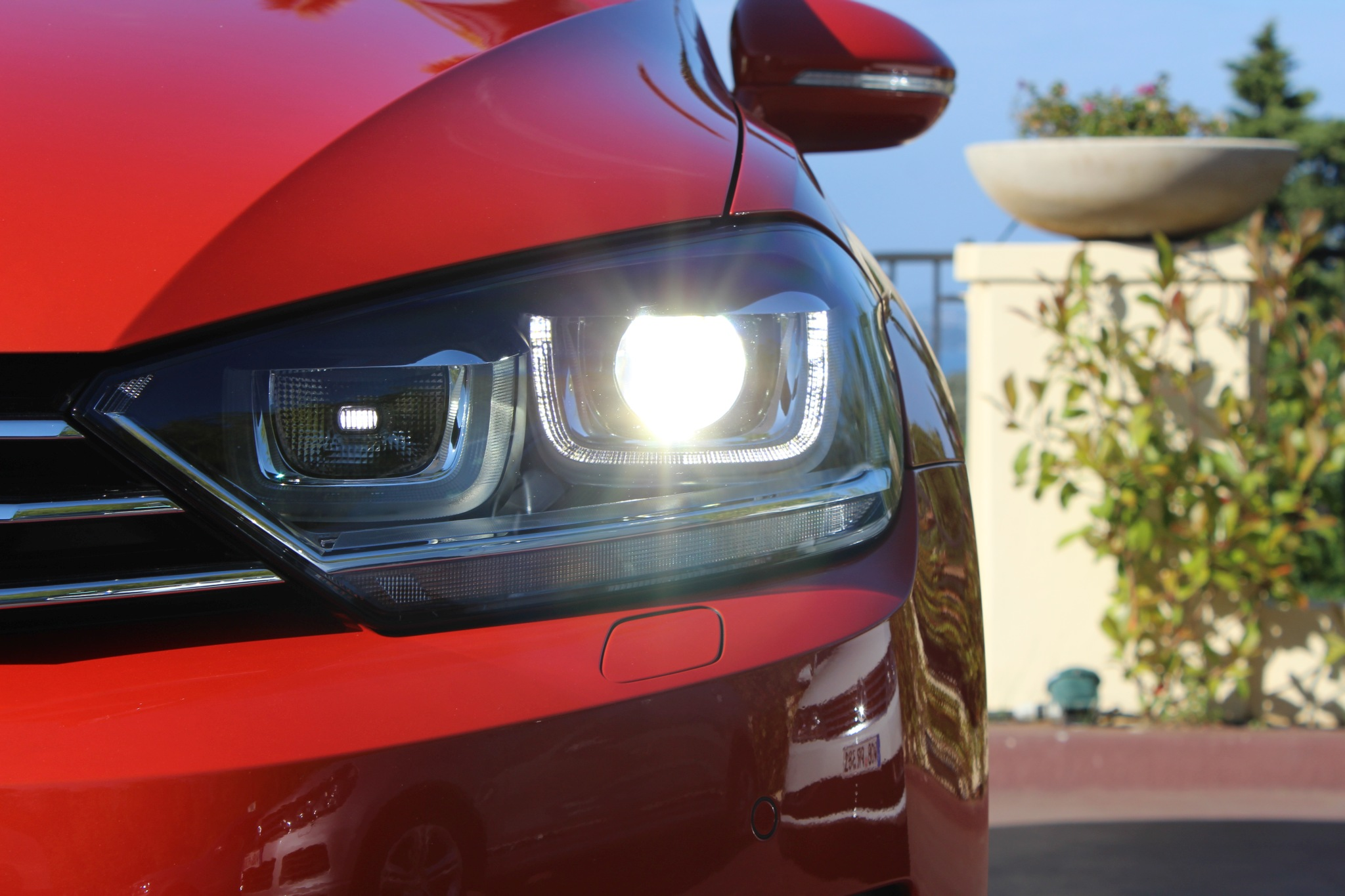
Esempio di elvetismo: quelli conosciuti in lingua italiana come «fari abbaglianti» sono colloquialmente noti tra gli italofoni svizzeri come «bilux».

Il termine elvetismo designa le peculiarità linguistiche e culturali proprie delle comunità svizzere ed è utilizzato nel XX secolo per esprimere un sentimento di comune appartenenza alla Svizzera, che individua nella pluralità la sua caratteristica peculiare. 
Il termine inizialmente viene usato per definire le peculiarità linguistiche della letteratura della Svizzera francese, per poi diventare verso la prima guerra mondiale un termine sempre più diffuso nella sfera della politica culturale svizzera per descrivere le peculiarità identitarie della confederazione.
Con elvetismo si intendono anche le peculiarità linguistiche svizzere in francese, tedesco e italiano. Ad esempio, per il tedesco, per indicare il concetto di 'interruzione', si utilizzerà talvolta il termine originario della Germania (Unterbrechung), altre volte anche quello elvetico Unterbruch.

## Termine
Il termine è coniato alla fine del XIX secolo dalla critica letteraria francese e lo rende celebre la pubblicazione di Gonzague de Reynold Histoire littéraire de la Suisse au XVIIIe siècle (Storia letteraria della Svizzera nel XVIII secolo); elevetismo designava quindi originariamente e in ambito francofono le peculiarità linguistiche della Svizzera francese. 

## Storia dell'elvetismo
Nel XVIII secolo, l'elvetismo viene considerato come espressione del sentimento nazionale coevo. Beat Ludwig von Muralt nelle sue 'Lettres sur les Anglais et les Français del 1725 mette in risalto le differenze rispetto a una cultura francese considerata superficiale e postulò l'esistenza di una specifica mentalità svizzera, comune a tutte le aree linguistiche; questa opera è considerata come un'influente opera programmatica dell'elvetismo. 
Il crescente interesse degli autori francofoni della Svizzera francese nei confronti di un patriottismo nazionale coincide con la rivendicazione di una letteratura nazionale, formulata da Johann Jakob Bodmer, titolare della cattedra di storia elvetica a Zurigo, e dalla sua cerchia. Tra i più attivi sostenitori di una coscienza nazionale che travalicasse i confini cantonali va ricordato il vodese Philippe-Sirice Bridel, figura chiave dell'elvetismo romando, che poneva l'ambiente naturale e la storia comuni alla base della letteratura nazionale. Strettamente legata a tale assunto era l'idea che le Alpi costituissero l'elemento caratterizzante dell'identità svizzera.
Nel XVIII secolo il termine elvetico viene spesso usato per indicare una Svizzera che trascendeva la confederazione. In quest'ottica, la confederazione non veniva vista come un sistema complesso di alleanze e dipendenze gerarchicamente strutturato: "l'elveticità" faceva riferimento a una visione idealizzata della Svizzera, in cui anche gli abitanti del paese di Vaud, di Neuchâtel, di Mulhouse e di Ginevra venivano considerati come cittadini di pari diritto. Queste idee si propagarono anche all'interno della Società elvetica, fondata nel 1761.
Venivano considerate virtù elvetiche (esprit suisse) la semplicità, l'amore per la natura e per la patria e un buon senso alieno da speculazioni puramente astratte. La rivista Mercure suisse, pubblicata a Neuchâtel dal 1732 al 1784 e aperta ad autori sia di lingua tedesca sia di lingua francese, divenne il crogiolo di una letteratura nazionale.
Se, con il crollo della vecchia confederazione, da una parte venne meno la contrapposizione tra "elvetico"e "confederato", dall'altra rimase aperta e dibattuta la questione dell'esistenza o meno di una letteratura e di una cultura nazionali. 
Nel XX secolo l'idea di uno spirito svizzero si manifesta nel concetto della Difesa spirituale. Sul piano della politica culturale, tale concezione si concretizza con la fondazione di Pro Helvetia e con il riconoscimento sul piano costituzionale del romancio come lingua nazionale. Le diverse accezioni della parola "nazione" in tedesco e francese rendono tuttora difficile l'uso univoco del termine elvetismo. In generale, nel XX secolo esso designa un sentimento di comune appartenenza alla Svizzera, che individua nella pluralità la caratteristica peculiare del paese sul piano culturale, pluralità che è vista come possibilità, ma anche come limite.
Se in origine il termine elvetismo è legato alla storia della letteratura, nel periodo tra le due guerre mondiali il concetto di elvetismo assume un significato più vasto, riferito in primo luogo a un orientamento considerato specificamente svizzero nella vita culturale del XVIII secolo. Esso assume poi una particolare rilevanza nel quadro del dibattito su Jean-Jacques Rousseau, il cui rapporto con la Svizzera e con l'Illuminismo svizzero risulta controverso. 
Nel contesto interbellico il concetto di elvetismo diventa uno strumento discorsivo atto a descrivere e a produrre un sentimento identitario comune alla popolazione svizzera, finalizzato a superare le differenze, prima, tra le due regioni linguistiche principali, e, in seguito, di tutta la Confederazione, fortificando la linea del confine nazionale delimitante un ‘noi’ (la Svizzera) e un ‘loro’ (gli altri paesi). È in particolare l’ascesa dei regimi nazifascisti in Italia e in Germania a determinare le forme del nuovo nazionalismo elvetico: difatti, la narrazione della patria coesa e indissolubile si profilava come uno scudo discorsivo di fronte alla minaccia dell’irredentismo. 
L’elvetismo del primo Novecento viene promosso in seno a un circolo ristretto di politici, giornalisti e accademici, residenti nelle maggiori città della Svizzera (principalmente tedesca e francese). Tra di essi spicca in particolare il nome di Philipp Etter, rappresentante del Partito Popolare Democratico nel Consiglio federale dal 1934, il quale nel 1938 pubblica il controverso Botschaft des Bundesrates an die Bundesversammlung über die Organisation und die Aufgaben der schweizeischen Kulturwahrung und Kulturwerbung (ovvero il Messaggio del Consiglio federale all’Assemblea federale concernente l’organizzazione e i compiti tesi a conservare e a promuovere il patrimonio culturale svizzero), riconosciuto oggi come il manifesto programmatico della «Geistige Landesverteidigung» (ossia la Difesa spirituale del Paese). Svolgono un ruolo significativo anche gli intellettuali e gli studiosi di letteratura legati al mondo accademico svizzero, tra i quali Gonzague de Reynold (professore di Letteratura francese all’Università di Friburgo) e il professore di Letteratura romanza Ernst Bovet (Zurigo), due delle voci più rilevanti dell’elvetismo negli anni Dieci e Venti; nel periodo successivo, invece, sono attivi soprattutto il professore di Letteratura tedesca e comparata Fritz Ernst (Zurigo), il professore di Letteratura italiana al Politecnico Giuseppe Zoppi e i professori di Letteratura romanza Reto Raduolf Bezzola, Theophil Spoerri (Zurigo) e Arminio Janner (Basilea). 

### Elvetismo nella Svizzera italiana
Nella Svizzera italiana, il termine elvetismo indica una corrente letteraria che prende forma nel 1914 nell'ambito della Nuova società elvetica e che pone l'accento sulle radici autonome della cultura italofona svizzera. Lo studioso di letteratura comparata Fritz Ernst nel 1954 definisce l'elvetismo come il sentimento di unità nella diversità, a meno di non intendere il concetto nel suo significato prettamente politico. Enrico Filippini menziona il dibattito nella produzione letteraria della Svizzera italiana durante la seconda guerra mondiale che si concentrava su italianità ed elveticità del Ticino "sono ancora oggi convinto che in sostanza, nella latenza politico-letteraria di quei messaggi, italianità ed elveticità fossero la stessa e unica cosa, o perlomeno che il tema «italianità» fosse l’«alibi» del tema «elveticità»"

## Caratteristiche dell'elvetismo
ritira e si stringe in un unico massiccio blocco di montagne: il San Gottardo. Non è una coincidenza che i primi gruppi di confederati si siano insediati intorno al passo del Gottardo. Ciò rappresenta un evento provvidenziale ed essenziale per definire il senso e la missione dell’idea dello Stato svizzero. Philipp Etter (p. 14)»
La rappresentazione simbolica del paesaggio montano viene posta alla base dell’impianto discorsivo elvetista e le Alpi – secondo una concezione deterministica della natura – vengono identificate come il luogo d’origine delle virtù morali della nazione (secondo Philipp Etter, in particolare: l’amore per la libertà e l’indipendenza politica, e la neutralità di fronte ai conflitti europei). La popolazione svizzera – posta per volere divino intorno alle Alpi ed eletta a loro custode – sarebbe per natura orientata a svolgere un ruolo di mediazione tra le diverse culture e rappresenterebbe una sintesi tra la mentalità francese, tedesca e italiana. Intorno alle Alpi si sarebbe formato naturalmente un ordine politico federalista, ovvero una struttura in grado di accogliere e valorizzare la diversità etnico-culturale delle tre grandi aree linguistiche del centro europeo.
In molte testimonianze elvetiste – che tendono a strumentalizzare i miti di fondazione della confederazione, popolati da figure di contadini armati con i quali gli elvetisti del primo Novecento si sentivano direttamente imparentati – la popolazione svizzera è rappresentata come un’unica comunità che, dal Medioevo in avanti, avrebbe abitato il territorio alpino. Nell’insistenza sul legame tra gli svizzeri e il paesaggio montano e nell’attenzione rivolta al passato mitologico («die alten Eidgenossen») si riconosce un rifiuto della modernità ideologicamente rilevante: l’elvetismo forza la realtà storica, evitando in primo luogo di considerare la Costituzione del 1848 e, di conseguenza, la formazione dello Stato contemporaneo. Esso presenta la nazione svizzera come il risultato delle scelte delle prime comunità di contadini che la abitavano ai tempi dei miti di fondazione: a loro viene attribuito il merito di aver dato luogo, tramite la stesura dei primi patti d’alleanza, alla formazione di un modello di società federale ante litteram, basato sul principio della libertà dell’individuo e sull’alleanza politica.
In sostanza, il discorso elvetista accantonava ogni considerazione di tipo etnico (l’interesse nei confronti del profilo genetico non rientrava nelle argomentazioni degli intellettuali elvetisti) e negava ogni problematicità alla diversità linguistica e culturale, proponendo invece il plurilinguismo e la multiculturalità della Svizzera come tratti unicamente positivi. L’elemento geografico assumeva la funzione di un catalizzatore, capace di spiegare la coesione tra le comunità linguistiche diverse e, in questo modo, di distogliere l’attenzione dai fattori etnici, linguistici e culturali. Inoltre, l’elvetismo taceva sulla formazione dello Stato moderno nell’Ottocento, valorizzando invece il passato mitologico medievale a favore dell’argomentazione secondo cui la Svizzera sarebbe stata da sempre custode del valico alpino, e questo non solo per volere umano, ma addirittura divino.